# Maria Mandlová

Mandlová u soudu v Krakově, 1947

Maria Mandlová (uváděna také jako Mandelová) (10. ledna 1912 Münzkirchen – 24. ledna 1948 Krakov) byla během druhé světové války vrchní dozorkyně v koncentračním táboře Auschwitz II – Birkenau. Přímo se účastnila selekcí žen před plynovými komorami a odhadem poslala na smrt půl milionu žen a dětí. Za válečné zločiny byla popravena.

## Biografie
Mandlová se narodila v obci Münzkirchen v Horním Rakousku jako dcera ševce.
Po připojení Rakouska 12. března 1938 k nacistickému Německu se přestěhovala do Mnichova a 15. října začala pracovat jako dozorkyně v koncentračním táboře Lichtenburg. Dne 15. května 1939 byla spolu s dalšími dozorci a vězni odeslána do nově otevřeného koncentračního tábora Ravensbrück blízko Berlína. V dubnu 1941 vstoupila do NSDAP, zapůsobila na svoje nadřízené a o rok později byla povýšena.
Dne 7. října 1942 byla Mandlová převelena do tábora Auschwitz II kde vystřídala Johannu Langefeldovou a stala se vrchní dozorkyní přímo podřízenou veliteli tábora Rudolfu Hössovi. Mandlová si oblíbila dozorkyni Irmu Greseovou, kterou povýšila na vedoucí maďarského ženského tábora v Birkenau. Po dobu dvou let se účastnila selekcí a určovala kdo půjde do plynové komory a kdo ne. Poslala odhadem na smrt v plynových komorách půl milionu žen a dětí v Osvětimi I a II.
Za svoji službu byl Mandlová vyznamenána válečným záslužným křížem 2. třídy. V listopadu 1944 byla převelena do tábora Mühldorf (pobočný tábor koncentračního tábora Dachau) a její místo v Osvětimi zaujala Elisabeth Volkenrathová. Na konci války v květnu 1945 z tábora Mandlová uprchla do hor v jižním Bavorsku a posléze do svého rodiště v Münzkirchenu.

## Poválečné období
Armáda Spojených států amerických zatkla Mandlovou 10. srpna 1945 a v listopadu 1946 byla vydána Polské lidové republice. O rok později v listopadu 1947 byla souzena v Krakově a odsouzena k trestu smrti. Mandlová byla oběšena 24. ledna 1948 ve věku 36 let.